# Andrei Witaljewitsch Larkow
Andrei Witaljewitsch Larkow (russisch Андрей Витальевич Ларьков; * 25. November 1989 in Selenodolsk, Tatarische ASSR, Russische SFSR, Sowjetunion) ist ein russischer Skilangläufer.

## Werdegang
Larkow nahm von 2008 bis 2014 vorwiegend am Eastern-Europe-Cup teil. Sein erstes Weltcuprennen lief er im Dezember 2012 in Canmore, das er mit dem siebten Platz im 15-km-Massenstartrennen beendete und damit auch seine ersten Weltcuppunkte holte. Bei der Tour de Ski 2012/13 und der Tour de Ski 2013/14 erreichte er den 32. Platz und den 34. Platz in der Gesamtwertung. Bei den russischen Skilangmeisterschaften 2014 in Tjumen gewann er Silber im 30-km-Skiathlon und im 50-km-Massenstartrennen. Bei der Tour de Ski 2015 errang er den 23. Platz. Im Januar 2015 gewann er bei der Winter-Universiade in Štrbské Pleso dreimal Gold. Bei den Nordischen Skiweltmeisterschaften 2015 in Falun belegte er den 27. Platz im 50-km-Massenstartrennen und den 26. Rang über 15 km Freistil. In der Saison 2015/16 kam er bei der Tour de Ski 2016 auf den 26. Platz und bei der Ski Tour Canada auf den 11. Rang. Im Gesamtweltcup belegte er den 21. Platz. Nach Platz 16 zu Beginn der Saison 2016/17 bei der Weltcup Minitour in Lillehammer, errang er bei der Tour de Ski 2016/17 den 22. Platz. Beim Saisonhöhepunkt, den Nordischen Skiweltmeisterschaften 2017 in Lahti, gewann er die Silbermedaille mit der Staffel. Zudem wurde er Achter im Skiathlon und Fünfter über 15 km klassisch. Zum Saisonende belegte er beim Weltcup-Finale in Québec den achten Platz und erreichte den 19. Platz im Gesamtweltcup und den 16. Rang im Distanzweltcup. Zu Beginn der Saison 2017/18 errang er den 25. Platz beim Ruka Triple und den zehnten Platz bei der Tour de Ski 2017/18. Dabei erreichte er in der Lenzerheide mit dem zweiten Platz im 15-km-Massenstartrennen seine erste Podestplatzierung im Weltcup. Bei den Olympischen Winterspielen 2018 in Pyeongchang holte er die Bronzemedaille im 50-km-Massenstartrennen und die Silbermedaille mit der Staffel. Zum Saisonende kam er beim Weltcupfinale in Falun auf den 11. Platz und erreichte den 20. Platz im Distanzweltcup und den 18. Rang im Gesamtweltcup.
In der Saison 2018/19 wurde Larkow Sechster beim Lillehammer Triple, Zehnter bei der Tour de Ski 2018/19 und Elfter beim Weltcupfinale in Québec. Zudem errang er in Ulricehamn den zweiten Platz mit der Staffel und in Oslo den dritten Platz im 50-km-Massenstartrennen und erreichte zum Saisonende den 12. Platz im Gesamtweltcup und den siebten Rang im Distanzweltcup. Beim Saisonhöhepunkt, den Nordischen Skiweltmeisterschaften 2019 in Seefeld in Tirol, gewann er die Silbermedaille mit der Staffel. Im Rennen über 15 km klassisch kam er dort auf den vierten Platz. Nach Platz 11 beim Ruka Triple zu Beginn der Saison 2019/20, wurde er in Lillehammer Zweiter mit der Staffel. Bei der Tour de Ski 2019/20 belegte er den 13. Platz und bei der Skitour 2020 den 17. Rang und erreichte damit den 14. Platz im Distanzweltcup und den 13. Rang im Gesamtweltcup. In der folgenden Saison nahm er vorwiegend am Eastern-Europe-Cup teil. Dabei gewann er mit fünf dritten, vier zweiten und zwei ersten Plätze die Gesamtwertung. In der Saison 2021/22 errang er mit drei ersten Plätzen und je einen zweiten und dritten Platz den sechsten Platz in der Gesamtwertung des Eastern-Europe-Cups.

## Teilnahmen an Weltmeisterschaften und Olympischen Winterspielen

### Olympische Spiele
- 2018 Pyeongchang: 2. Platz Staffel, 3. Platz 50 km klassisch Massenstart, 20. Platz 15 km Freistil, 30. Platz 30 km Skiathlon

### Nordische Skiweltmeisterschaften
- 2015 Falun: 26. Platz 15 km Freistil, 27. Platz 50 km klassisch Massenstart
- 2017 Lahti: 2. Platz Staffel, 5. Platz 15 km klassisch, 8. Platz 30 km Skiathlon
- 2019 Seefeld: 2. Platz Staffel, 4. Platz 15 km klassisch

## Siege bei Continental-Cup-Rennen
| Nr. | Datum             | Ort              | Disziplin                  | Serie              |
| --- | ----------------- | ---------------- | -------------------------- | ------------------ |
| 1.  | 5. Januar 2021    | Minsk-Raubitschy | 10 km klassisch            | Eastern-Europe-Cup |
| 2.  | 5. Februar 2021   | Krasnogorsk      | 15 km klassisch            | Eastern-Europe-Cup |
| 3   | 19. Dezember 2021 | Kirowo-Tschepezk | 15 km Freistil             | Eastern-Europe-Cup |
| 4.  | 21. Dezember 2021 | Kirowo-Tschepezk | 30 km klassisch            | Eastern-Europe-Cup |
| 5.  | 4. Januar 2021    | Minsk-Raubitschy | Sprint klassisch           | Eastern Europe Cup |
| 6.  | 7. Januar 2022    | Minsk-Raubitschy | 30 km Freistil Massenstart | Eastern Europe Cup |

## Platzierungen im Weltcup

### Weltcup-Statistik
Die Tabelle zeigt die erreichten Platzierungen im Einzelnen.
- 1.–3. Platz: Anzahl der Podiumsplatzierungen
- Top 10: Anzahl der Platzierungen unter den ersten zehn
- Punkteränge: Anzahl der Platzierungen innerhalb der Punkteränge
- Starts: Anzahl gelaufener Rennen in der jeweiligen Disziplin
- Hinweis: Bei den Distanzrennen erfolgt die Einordnung gemäß FIS.

| Platzierung               | Distanzrennen a | Distanzrennen a | Distanzrennen a | Distanzrennen a | Distanzrennen a | Skiathlon Verfolgung | Sprint | Etappen- rennen b | Gesamt | Team   | Team    |
| Platzierung               | ≤ 5 km          | ≤ 10 km         | ≤ 15 km         | ≤ 30 km         | > 30 km         | Skiathlon Verfolgung | Sprint | Etappen- rennen b | Gesamt | Sprint | Staffel |
| ------------------------- | --------------- | --------------- | --------------- | --------------- | --------------- | -------------------- | ------ | ----------------- | ------ | ------ | ------- |
| 1. Platz                  |                 |                 |                 |                 |                 |                      |        |                   |        |        |         |
| 2. Platz                  |                 |                 | 1               |                 |                 |                      |        |                   | 1      |        | 2       |
| 3. Platz                  |                 |                 |                 |                 | 1               |                      |        |                   | 1      |        |         |
| Top 10                    | 1               | 1               | 14              |                 | 4               | 7                    | 3      | 4                 | 34     |        | 5       |
| Punkteränge               | 2               | 5               | 35              | 4               | 4               | 33                   | 15     | 15                | 113    |        | 5       |
| Starts                    | 4               | 8               | 44              | 6               | 5               | 42                   | 28     | 18                | 155    |        | 5       |
| Stand: Saisonende 2021/22 |                 |                 |                 |                 |                 |                      |        |                   |        |        |         |

### Weltcup-Gesamtplatzierungen
| Saison  | Gesamt | Gesamt | Distanz | Distanz | Sprint | Sprint |
| Saison  | Punkte | Platz  | Punkte  | Platz   | Punkte | Platz  |
| ------- | ------ | ------ | ------- | ------- | ------ | ------ |
| 2012/13 | 115    | 52.    | 115     | 38.     | -      | -      |
| 2013/14 | 17     | 128.   | 1       | 106.    | 16     | 71.    |
| 2014/15 | 180    | 38.    | 122     | 36.     | 26     | 57.    |
| 2015/16 | 371    | 21.    | 212     | 22.     | 43     | 47.    |
| 2016/17 | 469    | 19.    | 274     | 16.     | 65     | 33.    |
| 2017/18 | 394    | 18.    | 215     | 20.     | 15     | 62.    |
| 2018/19 | 607    | 12.    | 365     | 7.      | 10     | 68.    |
| 2019/20 | 496    | 13.    | 299     | 14.     | 27     | 55.    |
| 2020/21 | 13     | 108.   | 13      | 68.     | -      | -      |
| 2021/22 | 31     | 85.    | 31      | 49.     | -      | -      |